# Dąbkowo
Dąbkowo [pronunciación en polaco: /dɔmpˈkɔvɔ/] (en alemán: Schönaich) es un pueblo en el distrito administrativo de Gmina Godkowo, dentro del Distrito de Elbląg, Voivodato de Varmia y Masuria, en el norte de Polonia. Se encuentra aproximadamente 37 kilómetros al este de Elbląg y 51 kilómetros al noroeste de la capital regional, Olsztyn.